# Гомес Медина, Диего
Диего Эсау Гомес Медина (исп. Diego Esaú Gómez Medina; род. 10 сентября 2003, Пабельон-де-Артеага, Агуаскальентес) — мексиканский футболист, полузащитник клуба «Некакса».

## Клубная карьера
Гомес — воспитанник клуба «Некакса». 15 января 2022 года в матче против «Монтеррей» он дебютировал в мексиканской Примере. 

## Международная карьера
В 2022 году в составе молодёжной сборной Мексики Гомес принял участие в молодёжном Кубке КОНКАКАФ в Гондурасе. На турнире он сыграл в матчах против сборных Суринама, Тринидада и Тобаго, Пуэрто-Рико и Гаити.